# Fastighetsavgift
Fastighetsavgiften är en kommunal fastighetsskatt i Sverige för småhus och flerbostadshus och baseras på taxeringsvärdet med ett högsta tak som justeras från år till år.

## Historik
Inför valet 2006 lyfte framförallt Kristdemokraterna frågan om att ersätta dåvarande fastighetsskatten med en avgift, som skulle ha ett maxtak, och delvis finansieras med höjd vinstskatt vid försäljning. Motiveringen var att det fanns fastighetsägare som bott på en plats länge, men plötsligt beskattades hårt för sitt ägande för att priset på fastigheter i området de bodde plötsligt ökade, eftersom skatten var baserat på uppskattat marknadsvärde och inte exempelvis inköpspris. Kristdemokraterna var en del av den borgerliga koalitionen Alliansen som hade ett programsamarbete inför valet 2006. De övriga medlemmarna i Alliansen var principiellt för en reform, men tyckte att Kristemokraternas förslag om ett införande 2008 var alltför hastigt. Under förhandlingar på Almedalsveckan 2006 lyckades Kristdemokraterna få med de övriga partierna i Alliansen att ha med förslaget i det gemensamma programmet till valet. Alliansen bildade regering och reformen av fastighetsskatten infördes 2008.

## Fastighetsavgiften
För fastigheter och småhusenheter ersattes den statliga fastighetsskatten år 2008 med den kommunala, med ett högsta tak som justeras från år till år. Statens minskade intäkter kompenserades genom att kapitalvinstskatten för privatbostäder höjs från 20 till 22 procent av vinsten. Möjligheten att skjuta upp beskattningen av kapitalvinsten genom uppskov kvarstod, men nya uppskovsbelopp begränsas till högst 1,6 miljoner SEK. Uppskoven räntebeläggs också med belopp motsvarande 0,5 procent av uppskovsbeloppet.
Fastighetsavgiften för småhus ligger på 0,75 % av taxeringsvärdet. För inkomståret 2024 var det indexbundna maxbeloppet 9 525 SEK. För flerbostadshus är fastighetsavgifter på 0,4 procent av taxeringsvärdet.
Nybyggda bostadshus har ingen fastighetsavgift de första 5 åren, och halv fastighetsavgift de därefter följande 5 åren.  En sådan 10-årig lättnadsperiod som påbörjats med fastighetsskatten, fortsätter utan avbrott med den nya fastighetsavgiften.
Tidigare värden för maxbeloppet för småhus är: Inkomstår 2018: 7 812 kronor. Inkomstår 2020: 8 049 kronor. Tidigare värden för maxbeloppet för flerbostadshus är: Inkomstår 2008: 1 200 SEK. Inkomstår 2009: 1 272 SEK. Inkomstår 2010: 1 277 SEK.